# Kiellaroavvi
Kiellaroavvi är en kulle i Finland. Den ligger i Utsjoki kommun i landskapet Lappland, i den norra delen av landet, 1 000 km norr om huvudstaden Helsingfors. Toppen på Kiellaroavvi är 320 meter över havet.
Terrängen runt Kiellaroavvi är kuperad åt sydväst, men åt nordost är den platt. Trakten runt Kiellaroavvi är nära nog obefolkad, med mindre än två invånare per kvadratkilometer. Det finns inga samhällen i närheten. Omgivningarna runt Kiellaroavvi är i huvudsak ett öppet busklandskap.